# كلية نيالا التقنية
تعتبر كلية نيالا التقنية نواة التعليم التقني في السودان وهي من أكبر الكليات التقنية التي تبع لجامعة السودان التقانية، فهي أول كلية تقنية انشأت في مدينة نيالا عاصمة ولاية جنوب دارفور في 18 سبتمبر 2001م.

## اهداف الكلية
1. استحداث التخصصات والبرامج في مجالات التقانات الهندسية والزراعية والصحية والخدمية.
2. تطوير المناهج والخطط الدراسية؛ لمواكبة التطورات السريعة وتلبية لمتطلبات سوق العمل الحالية والمستقبلية.
3. إعداد طاقة بشريّة منتجة وذات كفاءة عالية.
4. تهيئة البيئة الداعمة لإجراء البحوث التطبيقية عالية الجودة علي المستوي المحلي والإقليمي والدولي.
5. تقديم الخدمات والخبرات الاستشارية لترسيخ ثقافة التعليم المستمر لكل فئات المجتمع تحقيقاٌ لمتطلباته وحلاً لمشكلاته.
6. تطبيق معايير الجودة في الأنشطة التعليمية والبحثية والتنظيمية وتطوير إمكانات الجامعة التدريبية والفنية والإدارية بما يضمن تحقيق التميز بالأداء.
7. إنشاء الشراكات مع المؤسسات العلمية والجهات ذات الصلة داخل وخارج السودان لتبادل الخبرات والمعلومات وفق الأهداف المشتركة[2]

## الاقسام الدراسية للكلية
قسم تقنية الهندسة الميكانيكية
تمتح الكلية بكلايوس الشرف  في الهندسة الميكانكية  قي قسم السيارات
وكذالك تمتح الكلية الدلوم التقني  قي  الهندسة الميكانكية في  الاقسام الاتية: الإنتاج  قسم التبريد والتكيف وقسم مكانيكا السيارات  وقسم الالأت الزراعية
قسم دراسات الحاسوب وتقانة المعلومات
يسهم القسم في تأهيل كوادر مؤهلة في تقنية المعلومات في المجال التقني والأكاديمي.
تقانة الاغذية
التقانة الغذائية أو ما تسمى بـ «تكنولوجيا الأغذية» تعتمد على مبدأ دراسة الغذاء وكل ما يتعلق به،
التقانة الإجتماعية
نسعي الي تخريج كوادر تقنية في مجالات الإدارة وخدمة المجتمع مساهمة ومشاركة في نهضة وبناء المؤسسات والمجتمع
قسم تقانة الهندسة الكهربائية
يسعي القسم الي إعداد وتهئية الكوادر الهندسية حيث يمتح القسم البكلاريوس  في هندسة الكهرباء  ودرجة الدبلوم في  التخصص  لهندسة الكهرباء  في الاقسام الاتية  شبكات وتوصيل  ودبلوم في قسم الأت والاجهزة والدبلوم في قسم  الطاقة الشمسية

### قسم هندسة الالكترونيات
تمتح الكلية بكلاريوس الشرف  لتحصص هندسة الالكترونيات  وكذالك الدبلوم التفني  في  هندسة الالكترونيات والدبلوم في صيانة الحاسوب  والاجهزة الذكية وكذالك الدبلوم في  هندسة الاتصالات والدبلوم في  شبكات الحاسوب